# Alfredo Soderguit
Alfredo Soderguit (Rocha, 1973) es un escritor, ilustrador y cineasta uruguayo. 

## Biografía
Según recuerda el propio autor, ya desde los cuatro años, dibujaba coches en la arena y en el colegio, simulaba que leía mientras veía los dibujos de los libros en el colegio. A los dieciocho años logra la mención a la creatividad en el concurso nacional de video educativo, organizado por Canal 10 de Uruguay y la embajada de México, por la realización de un clip animado sobre fragmentos de obras literarias de Ernest Hemingway. Se traslada a Montevideo en 1992 donde estudia Bellas Artes en la Universidad de la República de Uruguay.
A partir de 1998, inicia su trabajo ilustrando libros infantiles y juveniles, tanto en su país como en Argentina y Noruega. En 1999 fundó el colectivo artístico SO (Symbolic Operation).
En 2003, estudia Dirección de arte en la Escuela de Cine de Uruguay y dos años más tarde, crea el estudio Palermo Animation junto a Alejo Schettini y Claudia Prezioso.  En 2013, realiza su primer largometraje como director, Anina, inspirada en las ilustraciones que hizo en el libro Anina Yatay Salas de Sergio López Suárez. La cinte fue presentada en el Berlinale de 2013 y recogió diferentes reconocimientos en diferentes festivales.

## Obra
- 2013, Anina, director.
- 2018, Soy un animal, autor
- 2019, Los carpinchos, autor

### Como ilustrador
- 1999,  'Un resfrío como hay pocos de Magdalena Helguera  (Ediciones Santillana)
- 2000 Detectives en el parque Rodó  de Helen Velando (Ed. Santillana)
- 2001, El país de las cercanías de Roy Berocay, José Rilla y Gerardo Caetano
- 2002, Historias de magos y dragones de Fernando González  (Ediciones Santillana)
- 2003, Anina Yatay Salas de Sergio López Suárez  (Ed. Santillana)
- 2005 Los Cazaventura y el río escondido de la Amazonia de Helen Velando  (Ed. Santillana)
- 2005, Los Cazaventura y el secreto de Yucatán de Helen Velando ( (Ed. Santillana)
- 2005, Mirá vós de Fabio Guerra, Sebastián Santana
- 2005, Guidaí en la tierra sin tiempo de Adriana Cabrera Esteve
- 2008, La increíble aventura de Gonzalo y la vaca feroz de Federico Ivanier (Editorial Sudamericana)

## Premios y distinciones
En 2016 ganó el Primer Premio de ilustración de literatura infantil y juvenil de Uruguay. En 2019 recibió el Premio de Ilustración de Literatura Infantil y Juvenil del Uruguay en la categoría de Imagen Unitaria.